# Lycimna
Lycimna là một chi bướm đêm thuộc họ Erebidae.